# Russische presidentsverkiezingen 2008
De Russische presidentsverkiezingen van 2008 vonden plaats op 2 maart 2008.
De verkiezingen werden van tevoren algemeen verwacht een technische procedure te zijn voor de aanstelling van de kandidaat van de huidige regering van Vladimir Poetin, eerste vicepremier Dmitri Medvedev. Kandidaten van de democratische oppositie, zoals Michail Kasjanov en Garri Kasparov werden uiteindelijk niet toegelaten. Van tevoren werd door de zittende macht al aangegeven dat gerekend werd op een opkomst van 65% en een winst van ten minste 70%. Uiteindelijk haalde Medvedev volgens de officiële uitslagen inderdaad 70% van de stemmen.

## Zittende macht
Voormalig president Vladimir Poetin kon volgens de huidige grondwet niet voor de derde keer verkozen worden en heeft zelf aangegeven dit ook niet te willen. Aanvankelijk werd verwacht dat hij ofwel ex-defensieminister Sergej Ivanov ofwel eerste vicepremier Dmitri Medvedev zou steunen. Ook werden andere namen als Vladimir Jakoenin en Viktor Zoebkov genoemd. Uiteindelijk werd bekendgemaakt dat het Medvedev werd, een gematigde liberaal, die wordt gezien als de tegenhanger van de haviken (siloviki) in het Kremlin. Medvedev werd in de aanloop naar de verkiezingen vaak aangeduid als de 'kroonprins'.

## Overige partijen
Mogelijke kandidaten van de democratische oppositie waren de medevoorzitter van het Comité 2008 Boris Nemtsov, de leider van de democratische partij Jabloko Grigori Javlinski en voormalig premier Michail Kasjanov. Ex-schaakkampioen Garri Kasparov had zich onder andere verenigd met de nationaal-bolsjewieken en heeft al verschillende demonstraties georganiseerd in grote Russische steden als Sint-Petersburg en Nizjni Novgorod, maar demonstraties trokken slechts enkele duizenden personen en werden door de autoriteiten met de hulp van de militsia (Russische politie) en de OMON (Russische ME) zo veel mogelijk van belangrijke plaatsen geweerd en bij overtreding zo snel mogelijk uiteengeslagen. Journalisten en fotografen werden hierbij soms ook niet ontzien, zoals in Nizjni Novgorod op 24 maart 2007. Zowel Kasparov als Kasjanov werden door pro-Kremlin jeugdbewegingen als Nasji en Molodaja Gvardia weggezet als 'vijanden van Rusland'. Uiteindelijk werd Kasjanov geweigerd vanwege de beschuldigingen dat hij een groot aantal van de 2 miljoen ondersteunende handtekeningen, die benodigd zijn voor kandidaatstelling, zou hebben vervalst. Garri Kasparov had zich eerder al teruggetrokken en boycotte de verkiezingen.
Andere kandidaten die werden uitgesloten waren:
- ex-sovjetdissident Vladimir Boekovski, die niet aan de voorwaarde voldeed 10 jaar in Rusland te wonen;
- Nikolaj Koerjanovitsj, een ultra-nationalist en openlijke bewonderaar van Adolf Hitler en Jozef Stalin;
- Oleg Sjenin, een hardline-communist en de leider van de splinterpartij Communistische Partij van de Sovjet-Unie (Sjennin), die niet werd toegelaten vanwege bureaucratische fouten in zijn documenten.

Een aantal andere personen had wel aangegeven zich kandidaat te willen stellen, maar deed dit uiteindelijk niet. Dit waren:
- Garri Kasparov
- Aleksandr Donskoj (burgemeester van Archangelsk, aangeklaagd voor machtsmisbruik)
- Viktor Gerasjtsjenko (voormalig hoofd van de Russische Centrale Bank en voormalig afgevaardigde van de partij Rodina, die opging in Rechtvaardig Rusland)
- Sergej Goeljajev (voormalig Jabloko-politicus, die ondanks het feit dat de leider van Jabloko ook aan had gegeven kandidaat te zullen staan zich toch kandidaat stelde en wel voor Rechtvaardig Rusland)
- Gennadi Selezjnov (voormalig Doemaspreker en voormalig lid van de CPRF, leider van de socialistische Partij van de Wedergeboorte van Rusland)
- Grigori Javlinski (leider van Jabloko, die ook meedeed aan de verkiezingen van 1996 en 2000, maar terugtrad ten gunste van Boekovski)

Uiteindelijk werden slechts vier tegenkandidaten toegelaten; communist Gennadi Zjoeganov, liberaal Boris Nemtsov en ultra-nationalist Vladimir Zjirinovski, die bij vorige verkiezingen ook al deelnamen en de daarvoor volledig onbekende Andrej Bogdanov, die met de Democratische Partij van Rusland bij de verkiezingen van december 2007 slechts 0,13% van de stemmen behaalde. Toch was het voor hem geen probleem om 2 miljoen ondersteunende handtekeningen te verzamelen. Hij kreeg enige bekendheid toen Zjirinovski, die een reputatie heeft van agressief gedrag, met hem op de vuist ging tijdens een televisie-uitzending kort voor de verkiezingen. Nemtsov werd op 18 december 2007 genomineerd door zijn partij Unie van Rechtse Krachten, maar trok zijn bod al op 26 december weer in en raadde zijn kiezers aan op Kasjanov te stemmen, die echter iets later werd gediskwalificeerd.

## Uitslag
| Kandidaat            | Nominerende partij(en) | Stemmen    | %     |
| -------------------- | --- | ---------- | ----- |
| Dmitri Medvedev      | Verenigd Rusland, Agrarische Partij van Rusland, Rechtvaardig Rusland, Russische Ecologische Partij "De Groenen" en Burgerkracht | 52.530.712 | 71,25 |
| Gennadi Zjoeganov    | Communistische Partij van de Russische Federatie                                                                                 | 13.243.550 | 17,96 |
| Vladimir Zjirinovski | Liberaal-Democratische Partij van Rusland                                                                                        | 6.988.510  | 9,48  |
| Andrej Bogdanov      | Democratische Partij van Rusland                                                                                                 | 968.344    | 1,31  |
| TOTAAL               | TOTAAL | 73.731.116 | 100   |

## Eerlijkheid van de verkiezingen
In de westerse media werd de verkiezingsstrijd al van tevoren bestempeld als een farce. De OVSE nam niet deel als waarnemer uit protest tegen het kleine aantal waarnemers dat werd toegelaten. In de aanloop naar de verkiezingen was vrijwel alle promotie gericht op Medvedev en kregen de andere drie kandidaten nauwelijks zendtijd. De leider van de Centrale Kiescommissie van Rusland, Vladimir Tsjoerov, is een ex-klasgenoot van Poetin en mocht eigenlijk niet worden aangesteld daar hij geen opleiding recht had genoten aan het hoger onderwijs. Deze beperking werd echter twee maanden voor zijn aanstelling met goedkeuring van Poetin weggenomen, zodat hij toch kon worden verkozen tot hoofd.
Stemmers hadden net als bij de verkiezingen van december te maken met allerlei drukmiddelen die werden ingezet om hen te doen gaan stemmen. Voorbeelden hiervan waren het dreigen met ontslag, de verplichting aan particuliere bedrijven om hun werknemers op grote schaal naar de stembus te dwingen op straffe van boetes. Bij veel bedrijven werd druk uitgeoefend op de werknemers, variërend van de belofte van een vrije dag tot de verplichting om de baas te bellen nadat ze hadden gestemd. Bij studenten werd soms gedreigd met onvoldoendes wanneer ze niet gingen stemmen.
Na afloop van de verkiezingen kondigde Zjoeganov aan de oneerlijkheid van de verkiezingen aan te klagen bij de rechter. Een dag na de verkiezingen hielden ruim 500 aanhangers van Kasparov een betoging tegen de verkiezingen in Moskou, die echter door de OMON uiteen werd geslagen.